# Kunzang
 (juillet 2017).
Si vous disposez d'ouvrages ou d'articles de référence ou si vous connaissez des sites web de qualité traitant du thème abordé ici, merci de compléter l'article en donnant les références utiles à sa vérifiabilité et en les liant à la section « Notes et références ».
Kuntu Zangpo (tibétain : ཀུན་ཏུ་བཟང་པོ, Wylie : Kun tu bzang po), ou plus simplement Kunzang, né en 1466, décédé vers 1479, est un régent du Tsang, à l'ouest du Tibet central (Ü-Tsang), de la dynastie Rinpungpa.
Son père, Norzang dirige déjà le Tsang. Son frère, Tsokye Dorje, dirige ensuite l'Ü, partie orientale de l'Ü-Tsang, à partir de 1491, en y remplaçant Ngagi Wangpo. 
Il est lié à la construction du monastère Thubten Namgyal en 1473.